# Milano-Sanremo 1981
La Milano-Sanremo 1981, settantaduesima edizione della corsa, fu disputata il 21 marzo 1981, per un percorso totale di 288 km. Fu vinta dal belga Fons de Wolf, giunto al traguardo con il tempo di 6h41'06" alla media di 43,082 km/h.
Presero il via da Milano 271 ciclisti, 75 di essi portarono a termine la gara.

## Ordine d'arrivo (Top 10)
| Pos. | Corridore           | Squadra     | Tempo    |
| ---- | ------------------- | ----------- | -------- |
| 1    | Fons De Wolf        | Vermeer Th. | 6h41'06" |
| 2    | Roger De Vlaeminck  | DAF Trucks  | a 11"    |
| 3    | Jacques Bossis      | Peugeot     | s.t.     |
| 4    | Claudio Torelli     | Famcucine   | s.t.     |
| 5    | Peter Kehl          | Kotter-GBC  | s.t.     |
| 6    | Guido Van Calster   | Splendor    | s.t.     |
| 7    | Freddy Maertens     | Boule d'Or  | s.t.     |
| 8    | Étienne De Wilde    | Splendor    | s.t.     |
| 9    | Giuseppe Martinelli | Santini     | s.t.     |
| 10   | Pierino Gavazzi     | Magniflex   | s.t.     |